# Lycée du Lac Tanganyika
Le Lycée du Lac Tanganyika  est une école publique mixte, d'humanités générales, située dans le quartier industriel au boulevard de la Tanzanie à quelques mètres de la Brarudi SA, dans la municipalité de Bujumbura, au Burundi.

## Facultés
- Économique
- Scientifique
- Lettres modernes
- Informatique